# Second Helping
Second Helping ist das zweite Album von Lynyrd Skynyrd und erschien im Frühjahr 1974. Es enthält den bekannten Hit Sweet Home Alabama, der Platz 8 der amerikanischen Billboard Hot 100 Charts erreichte. Second Helping stieg bis auf Platz 12 der amerikanischen Billboard-Albumcharts und wurde von der Recording Industry Association of America im September 1974 mit Gold und im Juli 1987 mit Doppel-Platin ausgezeichnet. Vor den Aufnahmen zu diesem Album stieß der Bassist Leon Wilkeson wieder zur Band, sodass Ed King an die Gitarre wechseln konnte. Daher zeigte sich hier erstmals der für Lynyrd Skynyrd typische Einsatz von drei Gitarren. Sweet Home Alabama stammt als einziges Lied von einer früheren Aufnahmesession und wurde bewusst von der Band für das zweite Album als Single aufbewahrt. Da Al Kooper und MCA Don’t Ask Me No Questions als Single favorisierten, erreichte Ronnie Van Zant eine Übereinkunft, dass, falls sich nicht der erwartete Erfolg einstellen würde, die darauf folgende Single Sweet Home Alabama wird. Al Kooper produzierte Second Helping ebenso wie Lynyrd Skynyrds Debütalbum für sein Label Sounds of the South, dass er 1974 an MCA verkaufte.

## Titelliste
1. Sweet Home Alabama (Ed King, Gary Rossington, Ronnie Van Zant) – 4:43
2. I Need You (King, Rossington, Van Zant) – 6:55
3. Don’t Ask Me No Questions (Rossington, Van Zant) – 3:26
4. Workin’ for MCA (King, Van Zant) – 4:49
5. The Ballad of Curtis Loew (Allen Collins, Van Zant) – 4:51
6. Swamp Music (King, Van Zant) – 3:31
7. The Needle and the Spoon (Collins, Van Zant) – 3:53
8. Call Me the Breeze (J. J. Cale) – 5:09

1997er CD Bonustracks
1. Don’t Ask Me No Questions (Single Version) (Rossington, Van Zant) – 3:31
2. Was I Right or Wrong (Demo) (Rossington, Van Zant) – 5:33
3. Take Your Time (Demo) (Van Zant, King) – 7:29

## Besetzung
- Ronnie Van Zant – Gesang
- Gary Rossington – Gibson Les Paul – Gitarre, Rhythmus- und Akustische Gitarre auf Sweet Home Alabama
- Allen Collins – Gibson Firebird – Gitarre
- Ed King – Fender Stratocaster – Gitarre, Slide-Gitarre, Rhythmus-Gitarre und Bass auf I Need You
- Billy Powell – Keyboards, Klavier auf Sweet Home Alabama
- Leon Wilkeson – Gibson Thunderbird – Bass
- Bob Burns – Schlagzeug außer bei I Need You

Sowohl auf dem LP-Cover als auch bei den späteren CD-Veröffentlichungen wurde Leon Wilkesons Instrument als Firebird Bass bezeichnet. Der Instrumentenhersteller Gibson nannte aber lediglich Gitarren dieser Korpusform Firebird, die Bässe hießen immer Thunderbird.
Zusätzliche Musiker
- Mike Porter – Schlagzeug auf I Need You
- Clydie King, Sherlie Matthews – Background Vocals auf Sweet Home Alabama
- Merry Clayton and Friends – Background Vocals auf Sweet Home Alabama
- Bobby Keys, Trewor Lawrence and Steve Madiao – Bläsergruppe auf Don’t Ask Me No Questions und Call Me the Breeze
- Al Kooper – Backing Vocals, Klavier auf Don’t Ask Me No Questions und The Ballad of Curtis Loew, Produzent

## Rezeption
- Gordon Fletcher schrieb im Rolling Stone, dass die Band oft mit der Allman Brothers Band verglichen, Lynyrd Skynyrd aber nicht deren Kultiviertheit und Professionalität erreichen würde. (This group is frequently compared to the Allman Brothers but it lacks that band’s sophistication and professionalism.) Das Album würde sich nur insoweit vom Debüt unterscheiden, als Lynyrd Skynyrd möglicherweise verstanden hätte ihre vielfältigen Möglichkeiten umzusetzen. (Second Helping is distinguished from their debut LP only by a certain mellowing out that indicates they may eventually acquire a level of savoirfaire to realize their many capabilities.)[11]
- Der Musikjournalist Robert Christgau schrieb, dass bei den rockigen Momenten die Band elementare Riffs und Feedback zu einer dichten Mischung verbinden würde, während bei den ruhigeren Stücken Vokabular der besten Southern Folk Musik gezeigt würde. (When it rocks, three guitarists and a keyboard player pile elementary riffs and feedback noises into dense combinations broken by preplanned solos, while at quieter moments the spare vocabulary of the best Southern folk music is evoked or just plain duplicated.) Das Album bekam die Bewertung A-.[12]
- Stephen Thomas Erlewine schrieb auf Allmusic.com, dass Lynyrd Skynyrd nicht nur eine großartige Band waren, sondern aufgrund ihres großartigen Songwriting unauslöschlich seien. Nirgendwo sei dies offensichtlicher als auf Second Helping. (They were a great band, but they were indelible because that was married to great writing. And nowhere was that more evident than on Second Helping.) Das Album bekam als Bewertung fünf von fünf möglichen Sternen.[13]

## Kommerzieller Erfolg

### Chartplatzierungen
| ChartsChartplatzierungen       | Höchstplatzierung | Wochen |
| ------------------------------ | ----------------- | ------ |
| Vereinigte Staaten (Billboard) | 12 (45 Wo.)       | 45     |

### Auszeichnungen für Musikverkäufe
| Land/Region               | Auszeichnungen für Musikverkäufe (Land/Region, Auszeichnung, Verkäufe) | Verkäufe  |
| ------------------------- | ---------------------------------------------------------------------- | --------- |
| Vereinigte Staaten (RIAA) | 2× Platin                                                              | 2.000.000 |
| Insgesamt                 | 2× Platin ·                                                            | 2.000.000 |